# Ральф д’Эскюр
Ральф д’Эскюр (фр. Ralph d'Escures; умер 20 октября 1122) — нормандский священнослужитель, епископ Рочестера (1108—1114) и архиепископ Кентерберийский (1114—1122).

## Биография
Свою фамилию Ральф получил от имения своего отца Эскюр, недалеко от Се в Нормандии. Он обучался в школе аббатствоа Ле-Бек В 1079 году Ральф д’Эскюр ушёл в монастырь Святого Мартина в Се, а спустя десять лет стал аббатом этого монастыря. В 1090-х годах Ральф посетил Англию, где его сводный брат служил епископом Чичестера. В 1100 году он вновь прибыл в Англию, спасаясь от репрессий Роберта Беллемского, крупнейшего магната центральной Нормандии, известного своими беззакониями по отношению к священнослужителям и церквям. Там он сблизился с архиепископом Кентерберийским Ансельмом и епископом Рочестерским Гундульфом. После смерти последнего в 1108 году Ральф был избран епископом Рочестера. Спустя год скончался святой Ансельм, и престол Кентерберийского архиепископства оказался вакантным. Король Генрих I не спешил замещать эту кафедру, пользуясь доходами с обширных земель архиепископства. Ральф д’Эскюр в течение пяти лет занимался управлением делами Кентербери, пока в 1114 году он не был избран архиепископом.
В качестве архиепископа Кентерберийского Ральф д’Эскюр проводил политику усиления церковного влияния Кентербери на Британских островах. Он выступал с позиции примата Кентербери над всеми другими церковными иерархам Англии и вёл длительную борьбу за подчинение Йоркского архиепископства. В этой политике Ральфа д’Эскюра поддерживал король Генрих I. Ральф отказался рукоположить Турстана, архиепископа Йоркского, который противился признанию примата Кентербери. Это вызвало конфликт с папой римским, выступившим на стороне Турстана. Для его разрешения Ральф отправился в Рим, однако не смог встретиться с папой Пасхалием II. Преемники Пасхалия на папском престоле Геласий II и Каликст II также неоднократно требовали от Ральфа признать самостоятельность Йоркского архиепископства, однако до самой своей смерти в 1122 году Ральф д’Эскюр продолжал отстаивать позицию примата Кентербери и отказывался рукоположить Турстана.
Ральф д’Эскюр также поддерживал политику короля Генриха I в ограничении вмешательства папы римского в английские дела. Папские легаты, периодически направляемые в Англию, лишались возможности созывать церковные синоды и отправлять каким-либо иным образом свои легатские полномочия. По свидетельству Эдмера, всеобщее признание приобрела концепция, что на территории Англии никто, кроме архиепископа Кентерберийского, не должен действовать в качестве викария папы.